# Choyrodon
Choyrodon (il cui nome significa "dente di Choyr") è un genere estinto di dinosauro hadrosauroide vissuto nel Cretaceo inferiore, circa 107-100 milioni di anni fa (Albiano), in quella che oggi è la Formazione Khuren Dukh, in Mongolia. Il genere contiene una singola specie, ossia C. barsboldi. Il nome generico, Choyrodon, deriva dalla città di Čojr, e -odon, dal greco che vuol dire "dente"; il nome specifico, barsboldi, onora il paleontologo Rinchen Barsbold. L'olotipo di questo animale consiste in un cranio e alcune costole cervicali. Altri esemplari sono costituiti da altri due crani parziali entrambi con materiale postcraniale associato. Nonostante la forte somiglianza con Altirhinus, Choyrodon è il sister taxon di Eolambia.